# دهستان کیار شرقی
بخش کیارشرقی، به مرکزیت روستای دزک از توابع  شهرستان کیار در استان چهارمحال و بختیاری است. که در سال 1402 بخشداری گرفته است.

## مردم
مردم این دهستان لرتبار و از ایل بختیاری می باشند که به گویش لری بختیاری سخن می گویند

## جمعیت
براساس سرشماری سال ۱۳۸۵ جمعیت بخش دزک 9582 نفر (۲٬۰۴۱ خانوار) بوده‌است.